# R.E.M.
R.E.M. – amerykański zespół muzyczny uformowany w 1980 w Athens w stanie Georgia.

## Historia zespołu

### Pochodzenie nazwy
Grupa powstała w Athens w 1980. R.E.M. (skrót od ang. rapid eye movement – jedna z faz snu) była grupą, której muzyka łączyła elementy punk rocka i rocka alternatywnego. Grupa złagodziła punkowe brzmienie, wprowadzając jangle popową grę gitar i charakterystyczny śpiew Michaela Stipe'a, który stał się wyróżnikiem grupy. Pozostawiono jednak spontaniczność i żywiołowość muzyki punkowej.

### Początki
Przez pierwsze lata swej działalności grupa regularnie wydawała albumy i koncertowała. Z czasem jej brzmienie nabrało odcieni melancholijnych - aranżacjom utworów wprowadzono sekcję smyczków, a teksty grupy wyrażały niepokój. W połowie lat osiemdziesiątych R.E.M. stała się jedną z najpopularniejszych grup stylu college rock, a wkrótce potem weszła do czołówki amerykańskiego rocka głównego nurtu. 

### Lata 90.
W latach dziewięćdziesiątych R.E.M. zmienił styl grania na bardziej rockowy, czego przykładem były kolejne dwie płyty z lat 1994 i 1996 – Monster i New Adventures in Hi-Fi.  Do największych przebojów należały wówczas: „Losing My Religion”, „Shiny Happy People” (piosenka nagrana z Kate Pierson z The B-52’s), „Everybody Hurts”, „Drive”. Jedna z płyt grupy, Automatic for the People, została sklasyfikowana na 247 miejscu listy 500 albumów wszech czasów magazynu Rolling Stone. W roku 1997 grupę opuścił perkusista Bill Berry. W roku 1998 ukazała się płyta Up, był to pierwszy album nagrany przez R.E.M. jako trio. Kolejna płyta, która ukazała się w tym samym składzie, to album Reveal z 2001 roku.

### Jubileusz
W roku 2003 została wydana jubileuszowa kompilacja największych przebojów R.E.M. z okresu 1988–2003 pt: In Time: The Best of R.E.M. 1988–2003. Wydanie płyty poprzedziła trasa koncertowa, w czasie której 10 lipca R.E.M. zagrał koncert w Polsce na warszawskim Torwarze. W roku 2004 zespół wydał album Around the Sun, na którym znalazła się piosenka „Leaving New York”. Wydanie płyty wiązało się z promującą trasą koncertową po całym świecie, która zakończyła się 10 lipca 2005 roku na Millennium Stadium w Cardiff (Wielka Brytania). W 2007 zespół został wprowadzony do Rock and Roll Hall of Fame.

### Zakończenie działalności
21 września 2011 grupa ogłosiła decyzję o zakończeniu działalności po 31 latach istnienia. Jako pożegnanie z fanami na koniec roku 2011 wydany został album kompilacyjny podsumowujący całą działalność zespołu Part Lies, Part Heart, Part Truth, Part Garbage 1982–2011, a także zestaw piosenek nagranych w studiu już po zakończeniu prac nad albumem Collapse into Now.

## Muzycy

### Ostatni skład zespołu
- Michael Stipe – śpiew
- Mike Mills – gitara basowa, śpiew, chórki
- Peter Buck – gitara, mandolina
- Bill Rieflin – perkusja (od roku 2004)

### Byli członkowie
- Bill Berry – perkusja (odszedł w 1997)

## Dyskografia

### Albumy studyjne
- 1983: Murmur
- 1984: Reckoning
- 1985: Fables of the Reconstruction
- 1986: Lifes Rich Pageant
- 1987: Document
- 1988: Green
- 1991: Out of Time
- 1992: Automatic for the People
- 1994: Monster
- 1996: New Adventures in Hi-Fi
- 1998: Up
- 2001: Reveal
- 2004: Around the Sun
- 2008: Accelerate
- 2011: Collapse into Now

### Kompilacje
- 1987: Dead Letter Office
- 1988: Eponymous
- 1994: Singles Collected
- 1997: In the Attic
- 2003: In Time: The Best of R.E.M. 1988–2003
- 2006: And I Feel Fine ... The Best of the I.R.S. Years 1982–1987
- 2011: Part Lies Part Heart Part Truth Part Garbage 1982–2011

### EP
- 1982: Chronic Town
- 2001: Not Bad for No Tour

## Wideografia
- 1987: Succumbs
- 1990: Tourfilm
- 1991: Pop Screen
- 1991: This Film Is On
- 1995: Parallel
- 1996: Road Movie
- 2003: In View: The Best Of R.E.M. 1988–2003
- 2004: Perfect Square
- 2006: When the Light Is Mine: The Best of the I.R.S. Years 1982–1987
- 2007: R.E.M. Live (CD+DVD)